# 賴特巴赫河 (多夫巴赫河支流)
47°40′41″N 11°34′50″E / 47.67792°N 11.58042°E

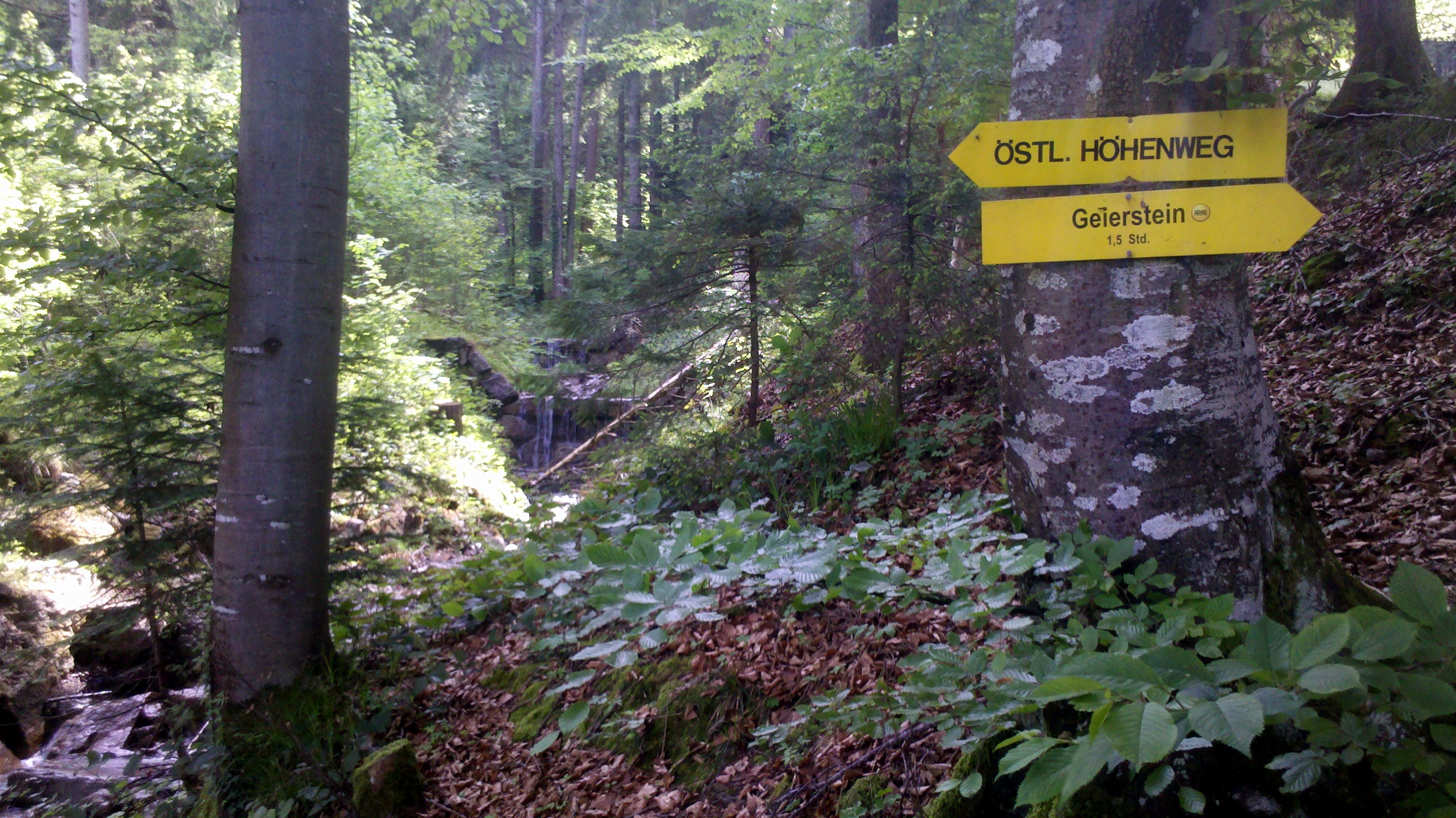

賴特巴赫河是德國的河流，位於該國東南部，由巴伐利亞負責管轄，屬於多夫巴赫河多夫巴赫河的支流，發源自蓋爾施泰因山西北坡，河道全長2.8公里。